# كارولين كومان
كارولين كومان (بالإنجليزية: Carolyn Coman)‏ هي كاتِبة وكاتبة للأطفال أمريكية، ولدت في 1951 في إيفانستون في الولايات المتحدة.